# Lawton (Dakota del Nord)
Lawton és una població dels Estats Units a l'estat de Dakota del Nord. Segons el cens del 2000 tenia 42 habitants.

## Demografia
Segons el cens del 2000, Lawton tenia 42 habitants, 24 habitatges, i 10 famílies. La densitat de població era de 17,4 hab./km².
Dels 24 habitatges en un 12,5% hi vivien nens de menys de 18 anys, en un 37,5% hi vivien parelles casades, en un 8,3% dones solteres, i en un 54,2% no eren unitats familiars. En el 54,2% dels habitatges hi vivien persones soles el 29,2% de les quals corresponia a persones de 65 anys o més que vivien soles. El nombre mitjà de persones vivint en cada habitatge era d'1,75 i el nombre mitjà de persones que vivien en cada família era de 2,64.
Per edats la població es repartia de la següent manera: un 14,3% tenia menys de 18 anys, un 2,4% entre 18 i 24, un 14,3% entre 25 i 44, un 40,5% de 45 a 60 i un 28,6% 65 anys o més.
L'edat mediana era de 52 anys. Per cada 100 dones de 18 o més anys hi havia 89,5 homes.
La renda mediana per habitatge era de 14.375 $ i la renda mediana per família de 16.875 $. Els homes tenien una renda mediana de 30.625 $ mentre que les dones 26.875 $. La renda per capita de la població era de 13.752 $. Entorn del 22,2% de les famílies i el 21,4% de la població estaven per davall del llindar de pobresa.

## Poblacions més properes
El següent diagrama mostra les poblacions més properes.